# پاتریک بئون
پاتریک بئون (فرانسوی: Patrick Béon‎؛ زادهٔ ۵ فوریهٔ ۱۹۵۰) دوچرخه‌سوار اهل فرانسه است.
از باشگاه‌هایی که در آن رکاب زده‌است می‌توان به تیم دوچرخه‌سواری پژو اشاره کرد.